# Maximilian von Montgelas
Maximilian Carl Joseph Franz de Paula Hieronymus de Garnerin, conde de Montgelas (Múnich, 12 de septiembre de 1759-14 de junio de 1838), conocido como Maximilian von Montgelas fue un estadista bávaro, miembro de una familia noble del Ducado de Saboya. 

## Biografía

### Primeros años y formación
Su padre fue Janus Sigismond de Garnerin, Freiherr de Montgelas, ingresó en el servicio militar de Maximiliano III, elector de Baviera, y se casó con la condesa Ursula von Trauner. Su hijo mayor, Maximilian, nació en la capital bávara, Múnich, el 10 de septiembre de 1759. 
Montgelas se educó sucesivamente en Nancy, Estrasburgo e Ingolstadt. Siendo un Savoyard por línea paterna, naturalmente sintió la influencia francesa —entonces fuerte en Alemania— con particular fuerza. Al final de su vida, habló y escribió en francés más correctamente y con más facilidad que el alemán. Sin embargo, los Montgelas, nacidos en Múnich, siempre quisieron ser tratados como bávaros por «nacionalidad». 
En 1779 ingresó al servicio público del Imperio en el departamento de la censura de libros. El elector Charles Theodore, quien al principio lo había favorecido, se ofendió al descubrir que Montgelas estaba asociado con los illuminati, una sociedad secreta en Baviera que tenía las proposiciones más anticlericales de la Ilustración. Montgelas, por lo tanto, fue a Zweibrücken, donde su hermano —también illuminati— lo ayudó a encontrar un empleo en la corte del Duque, jefe de una rama de la casa de Wittelsbach. Desde este refugio, también fue expulsado por enemigos ortodoxos de los illuminati. 

### Consejero y político en Baviera
El hermano del duque de Zweibrücken, Maximilian Joseph, llevó a Montgelas a su servicio como secretario privado. Cuando su empleador se convirtió en duque, Montgelas fue nombrado ministro; en esa capacidad, asistió al Segundo Congreso de Rastatt en 1798, donde se desarrolló la reconstrucción del Sacro Imperio, a consecuencia de la Revolución francesa. Un año después, Maximilian, nuevo duque de Zweibrücken, sucedió al trono del electorado de Baviera y mantuvo a Montgelas como su consejero más confiable. Así, Montgelas fue el inspirador y director de la política por la que en 1806 el electorado se convirtió en reino; además, incrementó en gran medida su tamaño con la anexión de tierras eclesiásticas, ciudades libres y pequeños señoríos (como Wallerstein). Al lograr esto mediante un servilismo irreversible a Napoleón y obviando los derechos de los vecinos de habla alemana de Baviera, Montgelas se convirtió en el tipo de político antipatriótico a los ojos de todos los alemanes que se rebelaron contra la supremacía de Francia. De su propia conducta y de su defensa por escrito de su política, está claro que estos sentimientos le parecieron a Montgelas meramente infantiles. 
Montgelas era un político concienzudo, propio del absolutismo ilustrado del siglo xviii, que no veía ni intentaba ver nada;[cita requerida] excepto que Baviera siempre había sido amenazada por la casa de Habsburgo, había sido apoyada por Prusia en virtud de razones puramente egoístas y podía buscar apoyo útil contra estos dos solo de Francia —que, a su vez, tenía sus propios motivos para contrapesar el poder de Austria y Prusia en Alemania—.  Aún en 1813, cuando el poder de Napoleón se estaba derrumbando visiblemente, Montgelas —que conobían bien su debilidad interna por las visitas a París— seguía manteniendo que Francia era necesaria para Baviera. 
La decisión del rey Maximilian I de volverse contra Napoleón en 1814 se tomó bajo la influencia de su hijo Ludwig y del mariscal Carl Philipp von Wrede, en lugar de Montgelas; aunque no habría sido sentimentalismo lo que movía al ministro para adherirse a un aliado que había cesado de ser útil. En asuntos internos, Montgelas llevó a cabo una política de secularización y centralización administrativa, lo que demostró que nunca había renunciado por completo a sus opiniones ilustradas.

### Reformas políticas
En el campo de la política interior, Montgelas puede ser considerado el político alemán más exitoso de principios del siglo xix.[cita requerida]  Ya en 1796, cuando el duque de Zweibrücken era un príncipe sin tierra, exiliado en Ansbach por el avance francés, Montgelas había desarrollado un programa para la futura modernización de Baviera. Este documento, conocido como Memoria de Ansbach (Ansbacher Mémoire), fue redescubierto en la década de 1960 y publicado en 1970 por el historiador Eberhard Weis, biógrafo de Montgelas. Después de 1799, cuando Maximilian Joseph fue nombrado elector de Baviera, Montgelas, como su principal asesor y estadista, siguió su concepto de manera rigurosa a lo largo de los años siguientes. 
Por un lado, aprobó la primera Constitución moderna para Baviera en 1808, que incluía la abolición de cualquier reliquia de la servidumbre que hubiera sobrevivido hasta entonces. Asimismo, impuso la tributación de la nobleza y del clero; esta fue acompañada de una completa descripción económica y medición de Baviera, que condujo a un excelente sistema catastral. Introdujo un nuevo código penal en 1812, que abolía la tortura, y estableció la educación escolar obligatoria, el servicio militar obligatorio y la vacunación obligatoria.[cita requerida] Reorganizó la Administración bávara mediante un gabinete centralizado de ministerios, en lugar de una multitud de cámaras; y también derogó todos los tributos de paso dentro del reino, permitiendo así el libre comercio dentro del país. 
Para los funcionarios públicos, diseñó y aprobó un reglamento, contenido en la Dienstpragmatik, que se convirtió en un modelo para el servicio civil en el resto de reinos alemanes. Según sus reglas, la admisión a cualquier servicio dentro de la Administración ya no dependía de la religión (católica) o la sangre (familia noble), sino únicamente de la educación; así, Montgelas rompió la preponderancia de la nobleza en los rangos más altos y decisivos de la Administración del reino. Los funcionarios públicos recibieron un salario suficiente y sus viudas una pensión. En suma, Montgelas refundó el servicio civil en una nueva ética y creó un grupo social de servidores leales solo a la Corona y al Reino de Baviera. 

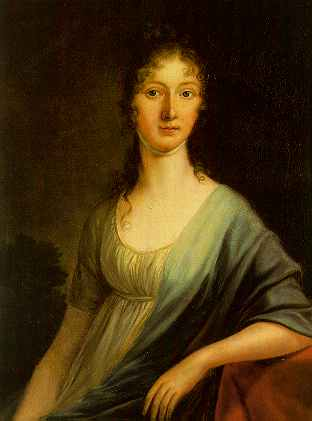
Retrato de la condesa Ernestine von Arco.

Con el fin de reducir la influencia política y cultural de la Iglesia católica a favor del Estado, Montgelas extendió los derechos civiles —incluida la ciudadanía— a los protestantes y otorgó a las comunidades judías en 1813 un estatus legal seguro, aunque mantuvo un registro especial discriminatorio: la matrícula de judíos (Juden-Matrikel). En este sentido, secularizó numerosas propiedades eclesiásticas, en especial los monasterios bávaros, que incautó para uso y beneficio del Estado. Montgelas intentaba separar de la Administración a los manos muertas, que habían llevado a la tesorería al borde de la ruina financiera bajo Karl Theodor von Dalberg. Desde los primeros siglos de la Edad Media, los monasterios poseían grandes extensiones de tierra y gobernaban a los agricultores que trabajaban en ellas. De acuerdo los principios de la Ilustración más hostil a la religión y la reorganización napoleónica de Europa, que favorecían el establecimiento de la autoridad secular, Montgelas ordenó la expropiación de los bienes y la supresión de dichas instituciones eclesiásticas. Conforme a su pensamento, la vida monástica era —en el mejor de los casos— inútil y caldo de cultivo de «superstición».

### Destitución
Ante estas reformas, sus enemigos y los sectores afectados persuadieron al rey para que lo destituyera en 1817. Montgelas pasaría el resto de su vida como miembro de la Cámara del Consejo Imperial de Baviera (Kammer der Reichsräte), hasta su muerte en 1838. 
Se había casado con la condesa Ernestine von Arco en 1803 y tenía ocho hijos. En 1809 fue nombrado conde. 

## Honores

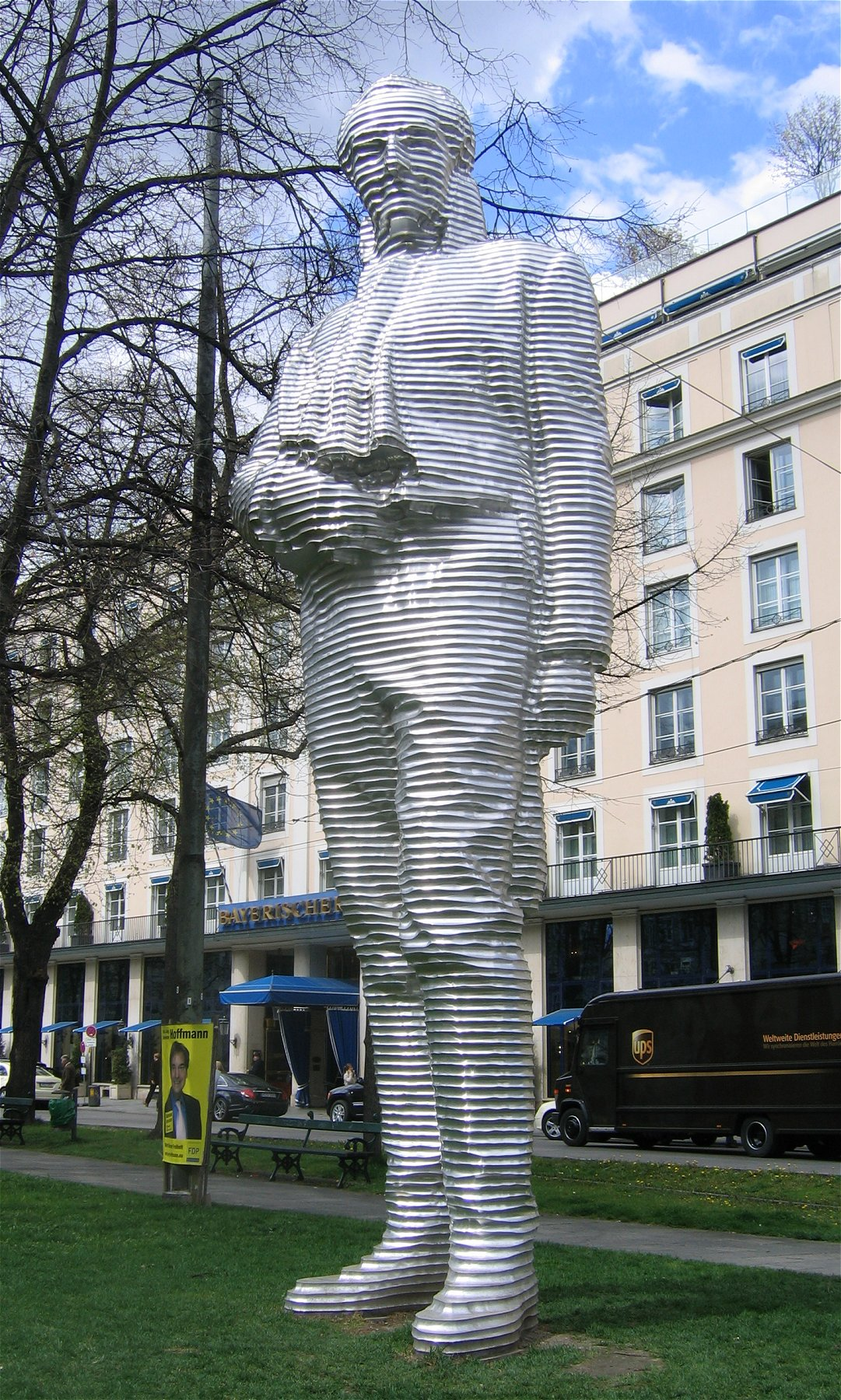
Estatua de aluminio en la Promenadeplatz, Múnich, por Karin Sander (2005)

En 2005, el Estado Libre de Baviera y la ciudad de Múnich erigieron un monumento en la Promenadenplatz de Múnich en su honor. 
En 2009, se celebró el 250 aniversario de su nacimiento con la creación del honorífico Premio Montgelas (Montgelas-Preis, en alemán), que se otorga cada año a los líderes franceses para reconocer sus acciones en favor de la cooperación franco-alemana. Ha sido otorgado a Jean Arthuis (jefe de la Comisión de Presupuestos en el Parlamento Europeo), Philippe Richert (presidente del Consejo Regional de Alsacia) y Thierry Breton (director ejecutivo de Atos y antiguo ministro de Economía).